# الون حلفون
الون حلفون (بالعبرية: אלון חלפון‏) هو لاعب كرة قدم إسرائيلي في مركز الدفاع، ولد في 2 يوليو 1973 في نتانيا في إسرائيل. شارك مع منتخب إسرائيل لكرة القدم. أما مع النوادي، فقد لعب مع مكابي نتانيا وهابوعيل تل أبيب وهبوعيل حيفا.

## وصلات خارجية
- الون حلفون على موقع قاعدة بيانات كرة القدم.إي يو (الإنجليزية)